# جریان تاریک
جریان تاریک (انگلیسی: Dark flow) در اخترفیزیک یک فرضیه بحث‌برانگیز برای توضیح برخی اندازه‌گیری‌های غیرتصادفی از سرعت ویژه خوشه‌های کهکشانی است. سرعت واقعی اندازه‌گیری شده، مجموع سرعت پیش‌بینی‌شده توسط قانون هابل به اضافه یک سرعت کوچک احتمالی است که در یک جهت مشترک جریان دارد. جریان همبسته در مقیاس بسیار بزرگ، به نام جریان تورم کیهانی، در این مدل پیشنهاد شده است که با مدل‌های خاصی از کیهان‌شناسی تورمی مرتبط باشد.
برابر مدل‌های استاندارد کیهان‌شناسی، حرکت خوشه‌های کهکشانی با توجه به پس‌زمینه مایکروویو کیهانی باید به‌طور تصادفی در همه جهات توزیع شود. با این حال، با تجزیه و تحلیل داده‌های سه ساله کاوشگر ناهمسانگردی مایکروویو ویلکینسون (WMAP) با استفاده از اثر سینماتیکی سونیائف زلدوویچ، تیمی از ستاره‌شناسان به رهبری الکساندر کشلینسکی شواهدی از «به‌طور شگفت‌آور منسجم» ۶۰۰ تا ۱۰۰۰ کیلومتر بر ثانیه پیدا کردند. جریان خوشه‌ها به سمت یک تکه ۲۰ درجه‌ای از آسمان بین صورت‌های فلکی قنطورس و بادبان.
تحقیق‌گران پیشنهاد کرده بودند که این حرکت ممکن است بقایایی از تأثیر نواحی غیرقابل مشاهده از جهان قبل از تورم باشد. تلسکوپ‌ها نمی‌توانند وقایع زودتر از ۳۸۰۰۰۰ سال پس از انفجار بزرگ را ببینند، زمانی که جهان شفاف شد (پس‌زمینه مایکروویو کیهانی). این مربوط به افق ذرات در فاصله حدود ۴۶ میلیارد (۴٫۶×۱۰۱۰) سال نوری است. از آنجایی که ماده ایجاد کننده حرکت خالص در این پیشنهاد خارج از این محدوده است، به نوعی خارج از جهان مرئی ما خواهد بود. با این حال، هنوز در مخروط نور گذشته ما خواهد بود.
نتایج در ۲۰ اکتبر ۲۰۰۸، شماره Astrophysical Journal Letters ظاهر شد.
در سال ۲۰۱۳، داده‌های تلسکوپ فضایی پلانک هیچ شواهدی از «جریان تاریک» در این مقیاس را نشان نداد، که ادعای شواهد مربوط به اثرات گرانشی را که فراتر از جهان مرئی می‌رسند یا وجود یک جهان چندگانه را نادیده می‌گیرد. با این حال، در سال ۲۰۱۵ Atrio-Barandela و همکاران ادعا می‌کنند که با استفاده از داده‌های پلانک و WMAP پشتیبانی از وجود آن می‌کنند.